# فيلا أمبرون
فيلا أمبرون المعروفة أيضا بآسم «فيلا لورانس داريل» هي معلمة تاريخية أثرية بنيت على الطراز الإيطالى سنة 1920، في قلب مدينة الإسكندرية في 19 شارع المأمون بحي محرم بك في مصر للمهندس المعمارى «بيل إيبوك». حظيت الفيلا بشهرة واسعة بعد أن عاش في سراياها جمع من حظوة مشاهير المجتمع أمثال: الفنانة التشكيلية المصرية عفت ناجي وزوجها عميد الفنون الشعبية سعد الخادم، الفنانة التشكيلية المصرية جاذبية سري، ملك إيطاليا فيكتور إيمانويل الثالث والكاتب والروائي البريطاني لورانس داريل هذا الأخير الذي استلهم من أجواءها خلال الفترة (1924 - 1956)، أثناء عمله في مكتب الإعلام البريطاني إبان الحرب العالمية الثانية رواية رباعية الإسكندرية المؤلفة من 4 روايات هي «جوستين»، «بلتازار»، «مونتوليڤ»، و«كليا» والتي نشرت تباعا من عام 1957 حتى 1960.
سنة 2017 حصل مالك العقار حكما قانونيا بخروجها من مجلد التراث، وهدمها.